# Новиков, Александр Николаевич (шашист)
Александр Николаевич Новиков (23 июля 1955 — 24 июля 2006, Тверь) — советский российский шашечный деятель, тренер, шашист (международные шашки), арбитр. Директор ДЮСШ № 8 г. Твери по шашкам и шахматам, председатель Тверской областной федерации шашек, мастер спорта СССР, призёр первенства мира среди юношей 1973 г., чемпион РСФСР 1991. В 1999 году команда Мельком под руководством Александра Новикова выиграла чемпионат России среди клубов и стала бронзовым призёром Кубка Европейской конфедерации.
Среди учеников: гроссмейстеры Марина Боркова, Андрей Калмаков, Сергей Бонадыков, а также мастера спорта Григорий Письменный, Евгений Лобачёв (золотой и бронзовый медалист первенства мира по версии МАРШ), Павел Чирков, Дмитрий Николаев (серебряный призёр первенства России по международным шашкам), а также отец Дмитрия — Александр Николаев, который выиграл чемпионат мира по решению шашечных композиций в 1991 г. в Киеве. Помогал в анализах Сергею Кротченкову на чемпионате мира в игре по переписке по международным шашкам, где Кротченков стал чемпионом мира.
Скончался 24 июля 2006 года от сердечного приступа.
С 2007 ежегодно в Твери проводятся Всероссийские турниры памяти Новикова.